# Лебединцев Андрій Гаврилович
Андрій Гаврилович Лебединцев (30 червня 1826, Зелена Діброва — 9 листопада 1903) — український церковний діяч, учитель, автор повчань, настоятель Києво-Печерської Ольгинської церкви, меценат, рідний брат Арсенія, Данила, Петра і Феофана Лебединцевих.

## Біографія
Народився 30 червня 1826 року в селі Зеленій Діброві (нині Городищенського району Черкаської області). Закінчив Київську духовну семінарію, викладав у Богуславському духовному училищі. Починаючи з 1860 року заснував у Канівському повіті майже сто церковних шкіл, був настоятелем Києво-Печерської Ольгинської церкви.
Написав спогади про свій родовід, надруковані в «Київській старині». Видав власним коштом п'ять томів своїх повчань і роздав школам краю. Був знайомим із Тарасом Шевченком.

Могила Андрія Лебединцева

Помер 9 листопада 1903 року. Похований в Києві на Байковому кладовищі (ділянка № 2 старого кладовища). Над входом до каплички написано:

«Прииде ко мне всии труждающиеся и обремененнии»

а на правій бічній стіні:

«Воспоминаю вам братие, чады мои и знаемии, не забывайте мя, всегда молитеся ко Господу»